# تخيل (أغنية)
تخيل (بالإنجليزية: Imagine)‏ هي أغنية تصف عالمًا مثاليًا تتحقق فيه المساواة والسلام بين بني البشر. الأغنية من كلمات جون لينون ومن إخراج فيل سبيكتور.وقد صدرت لأول مرة عام-1971 كجزء من ألبوم Imagine.
تعد الأغنية واحدة من أفضل الأغاني وأكثرها شيوعًا، وفي عام 2004 حلت في المرتبة الثالثة على قائمة رولينغ ستون لأفضل خمسمائة أغنية في التاريخ.

## كلمات الأغنية
Imagine there's no Heaven
It's easy if you try
No hell below us
Above us only sky
Imagine all the people
Living for today
Imagine there's no countries
It isn't hard to do
Nothing to kill or die for
And no religion too
Imagine all the people
Living life in peace
You may say that I'm a dreamer
But I'm not the only one
I hope someday you'll join us
And the world will be as one
Imagine no possessions
I wonder if you can
No need for greed or hunger
A brotherhood of man
Imagine all the people
Sharing all the world
You may say that I'm a dreamer
But I'm not the only one
I hope someday you'll join us
And the world will live as one

## ترجمة الكلمات
- تخيل أن ليس هناك جنة
- من السهل لو تجرب
- ليس هناك جهنم تحتنا
- وفوقنا فقط السماء
- تخيل أن كل الناس يعيشون من أجل اليوم
- تخيل أن ليس هناك بلدان
- ليس من الصعب فعل هذا
- لا شيء لتقتل أو تموت من أجله
- ولا دين أيضًا
- تخيل أن كل الناس يعيشون في سلام
- بإمكانك أن تقول
- إني حالم، ولكني لست الوحيد
- آمَل أن تنضم إلينا يومًا
- وسيصبح العالم كواحدٍ
- تخيل أن ليس هناك أملاك
- أتساءل إن كنت تستطيع
- لا حاجة للطمع أو الجوع
- أُخوّة الإنسان
- تخيل أن كل الناس يتقاسمون كل العالم